# العلاقات البلغارية الأيرلندية
العلاقات البلغارية الأيرلندية هي العلاقات الثنائية التي تجمع بين بلغاريا وجمهورية أيرلندا.

## مقارنة بين البلدين
هذه مقارنة عامة ومرجعية للدولتين:
| وجه المقارنة                                              | بلغاريا                                                                             | جمهورية أيرلندا                                       |
| --------------------------------------------------------- | ----------------------------------------------------------------------------------- | ----------------------------------------------------- |
| المساحة (كم2)                                             | 110.99 ألف                                                                          | 70.27 ألف                                             |
| عدد السكان (نسمة)                                         | 7.08 مليون                                                                          | 4.76 مليون                                            |
| الكثافة السكانية (ن./كم²)                                 | 63.79                                                                               | 67.74                                                 |
| العاصمة                                                   | صوفيا                                                                               | دبلن                                                  |
| اللغة الرسمية                                             | اللغة البلغارية                                                                     | اللغة الأيرلندية، لغة إنجليزية، الإنجليزية الأيرلندية |
| العملة                                                    | ليف بلغاري                                                                          | جنيه أيرلندي، يورو، عملات اليورو الأيرلندية           |
| الناتج المحلي الإجمالي (بليون دولار)                      | 56.83 مليار                                                                         | 333.73 مليار                                          |
| الناتج المحلي الإجمالي (تعادل القوة الشرائية) بليون دولار | 130.99 مليار                                                                        | 318.16 مليار                                          |
| الناتج المحلي الإجمالي الاسمي للفرد دولار أمريكي          | 8.03 ألف                                                                            | 61.13 ألف                                             |
| الناتج المحلي الإجمالي للفرد دولار أمريكي                 | 17.21 ألف                                                                           |                                                       |
| مؤشر التنمية البشرية                                      | 0.782                                                                               | 0.916                                                 |
| رمز المكالمات الدولي                                      | +359                                                                                | +353                                                  |
| رمز الإنترنت                                              | .bg، .бг ‏                                                                           | .ie                                                   |
| المنطقة الزمنية                                           | ت ع م+02:00، ت ع م+03:00، أوروبا/صوفيا ‏، توقيت شرق أوروبا، توقيت شرق أوروبا الصيفي ‏ | 00، ت ع م+01:00، أوروبا/دبلن ‏                         |

## مدن متوأمة
في ما يلي قائمة باتفاقيات التوأمة بين مدن بلغارية وأيرلندية:
- ترتبط تريافنا مع بوندوران باتفاقية توأمة.
- ترتبط يامبل مع دبلن باتفاقية توأمة.

## منظمات دولية مشتركة
يشترك البلدان في عضوية مجموعة من المنظمات الدولية، منها:
| علم المنظمة | اسم المنظمة                               | تاريخ انضمام بلغاريا | تاريخ انضمام جمهورية أيرلندا |
| ----------- | ----------------------------------------- | -------------------- | ---------------------------- |
|             | الاتحاد الأوروبي                          | 2007                 | 1973                         |
|             | وكالة ضمان الاستثمار متعدد الأطراف        | 23 سبتمبر 1992       | 27 أكتوبر 1989               |
|             | الأمم المتحدة                             | 14 ديسمبر 1955       | 14 ديسمبر 1955               |
|             | الفريق المعني برصد الأرض                  | ?                    | ?                            |
|             | منظمة حظر الأسلحة الكيميائية              | ?                    | ?                            |
|             | منظمة التجارة العالمية                    | 1 ديسمبر 1996        | ?                            |
|             | منظمة الشرطة الجنائية الدولية             | ?                    | ?                            |
|             | منظمة الأمن والتعاون في أوروبا            | 25 يونيو 1973        | 25 يونيو 1973                |
|             | نظام تحكم تكنولوجيا القذائف               | 2004                 | 1992                         |
|             | يونسكو                                    | 17 مايو 1956         | 3 أكتوبر 1961                |
|             | مجلس أوروبا                               | 7 مايو 1992          | ?                            |
|             | الاتحاد البريدي العالمي                   | ?                    | ?                            |
|             | البنك الدولي للإنشاء والتعمير             | 25 سبتمبر 1990       | 8 أغسطس 1957                 |
|             | الاتحاد الدولي للاتصالات                  | 18 سبتمبر 1880       | 8 ديسمبر 1923                |
|             | مؤسسة التمويل الدولية                     | 22 يوليو 1991        | 11 سبتمبر 1958               |
|             | المنظمة الأوروبية لسلامة الملاحة الجوية   | 1997                 | 1965                         |
|             | المركز الدولي لتسوية المنازعات الاستشارية | 13 مايو 2001         | 7 مايو 1981                  |
|             | مجموعة أستراليا                           | 2001                 | 1985                         |
|             | مجموعة الموردين النوويين                  | ?                    | ?                            |

## وصلات خارجية
- موقع وزارة الخارجية البلغارية
- موقع وزارة الخارجية الأيرلندية